# Garage pour bus de Bakhmétevsky

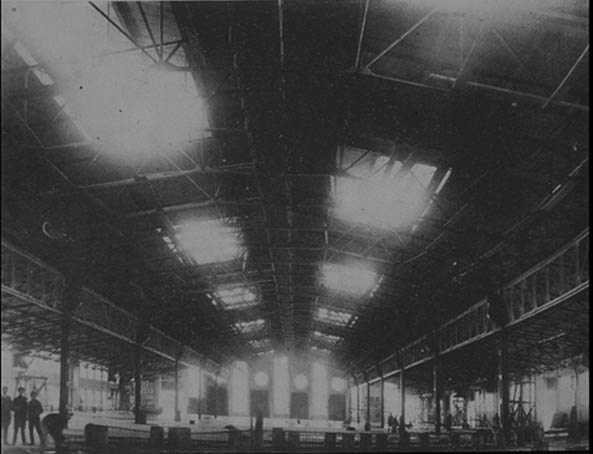
Intérieur du garage de bus de Bakhmétevsky. Structure conçue par Vladimir Choukhov ; organisation du rez-de-chaussée par Constantin Melnikov. 1929, Moscou.

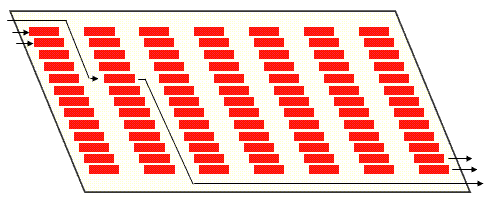
Schéma de Melnikov pour assurer une fluidité des circulations.

Le garage pour bus de Bakhmétevsky était un dépôt de bus publics à Moscou, dessiné par Constantin Melnikov (conception de l'architecture et de l'organisation du plan de rez-de-chaussée) et Vladimir Choukhov (structure). Le bâtiment, achevé en 1927, représentait un exemple des méthodes d'architecture d'avant-garde appliquée à un équipement industriel. Oublié pendant des décennies, et même au bord de la démolition, le bâtiment fut restauré en 2007-2008 et rouvert en septembre 2008 en tant que galerie d'art moderne puis comme le siège du Musée juif et centre de tolérance.

## Un concept original
En 1925 Melnikov était en voyage à Paris pour superviser la construction du pavillon soviétique de l'Exposition internationale des Arts Décoratifs et industriels modernes dont il avait la charge. Sur place, il reçut une commande privée de garage intégré à un pont sur la Seine. Celui-ci ne dépassera jamais le stade de projet, cependant Melnikov trouva là un schéma économique pour disposer un grand nombre de véhicules sans nécessiter l'usage de la marche arrière.
De retour à Moscou Melnikov vit une parcelle rue Bolchaya Ordynska où un parc de bus de la compagnie Leyland s'entassait. Il approcha rapidement les services du transport municipaux pour leur soumettre son idée de garage à la circulation fluide. Ce dépôt se construisit finalement sur une parcelle 11, rue Bakhmétevskaïa (alors une banlieue ouvrière au nord des jardins du boulevard circulaire ; plus tard, la rue sera renommée rue Obraztsova). La toiture a été dessinée par Vladimir Choukhov ; l'année d'après Melnikov et Choukhov travaillaient ensemble sur un autre bâtiment, un garage rue Novoryanskaïa en forme de fer à cheval. Le dépôt de Bakhmétevsky pouvait contenir 104 bus sur une surface de 8 500 m2.
Le garage Bakhmétevsky, parfois associé à l'architecture constructiviste, était en fait habillé d'une livrée en briques rouges industrielles ; ses œils-de-bœuf en imposte sont les seuls éléments le rapprochant d'un style avant-gardiste (et ceux-ci furent détruits quelques décennies plus tard). Ce qui en fait réellement un monument d'avant-garde est son plan de rez-de-chaussée parallélogrammique inhabituel et l'influence importante qu'il aura ensuite sur l'architecture industrielle. 

## Aménagements ultérieurs
Le projet dans son ensemble était plus qu'un simple garage. Melnikov a aussi dessiné des ateliers et des bureaux sur la même parcelle, remplissant les espaces vides irréguliers résultant de la différence du terrain rectangulaire sur lequel est placé le parallélogramme du garage. Ses plans originaux jamais publiés en 1927 furent retrouvés en 1999 lors des préparations d'une exposition sur Melnikov, et ont servi lors de la réhabilitation du bâtiment en 2003. Cependant Melnikov changea ses plans en 1928, et, après s'être occupé du bâtiment des bureaux, légua la direction du chantier à Andreï Kourotchkine.

## Tentatives de préservation
En 1990 le garage sur lequel le temps avait fait son œuvre fut reconnu comme monument patrimonial. En 2001, la compagnie de bus déménagea du bâtiment et la mairie en fit don au Centre communautaire des Juifs hassidiques de Moscou pour qu'il l'aménage à la condition de construire sur la même parcelle une école publique pour ville. Le Centre commandita l'architecte Alekseï Vorontsov pour qu'il dessine l'ensemble du projet. En 2001, avant même que le projet ne soit fini, l'équipe du chantier déposa la toiture et commença à désassembler les fermes-treillis de Choukhov, détruisant ainsi huit travées. Une intervention publique prévint toute autre destruction et Vorontsov persuada ses clients d'engager un bureau spécialisé dans la restauration pour estimer l'étendue et  les coûts de préservation. Finalement, en 2003, le Centre et les autorités arrivèrent à un compromis sur un aménagement de Vorontsov qui maintient les murs extérieurs d'origine. L'école publique quant à elle sera finalement construite sur un terrain adjacent du garage de Melnikov, laissant au Centre l'opportunité d'héberger une autre institution culturelle incorporant la façade de 1928.
Après des années creuses, le chantier accélère à la mi-2007. Le garage a ses façades entièrement restaurées début septembre 2008, retrouvant notamment son enseigne de style 1920 sur la façade est (l'entrée) ; la restauration intérieure est terminée dès septembre 2008. Le bâtiment rouvre au public en septembre sous le nom de Centre d'art moderne le Garage (CCC en russe), présentant une exposition d'Ilya et Emilia Kabakov. La nouvelle galerie fournit 8 500 m2 d'espace d'exposition. Le Centre est dirigé par Dasha Zhukova ; la vitesse et l'ampleur du projet de restauration de 2007-2008 est à porter au crédit du mécénat de Roman Abramovitch qui est le président du conseil d'administration de la Fédération des communautés juives de Russie.
Le jour de l'inauguration de la galerie d'art, Alexandre Boroda, président de la Fédération des communautés juives de Russie, annonça son intention de convertir aussi le Garage en un Musée juif de la tolérance qui devrait ouvrir ses portes en 2011. Le musée partagera le lieu avec la galerie d'art.